# Shigenori Hagimura
Shigenori Hagimura (jap. 萩村 滋則 Hagimura Shigenori; ur. 31 lipca 1976) – japoński piłkarz.

## Kariera klubowa
Od 1997 do 2008 roku występował w klubach Kashiwa Reysol, Kyoto Purple Sanga, Albirex Niigata i Tokyo Verdy.

## Kariera reprezentacyjna
W 1995 roku Shigenori Hagimura zagrał na Mistrzostwach Świata U-20.